# Strand (Londýn)

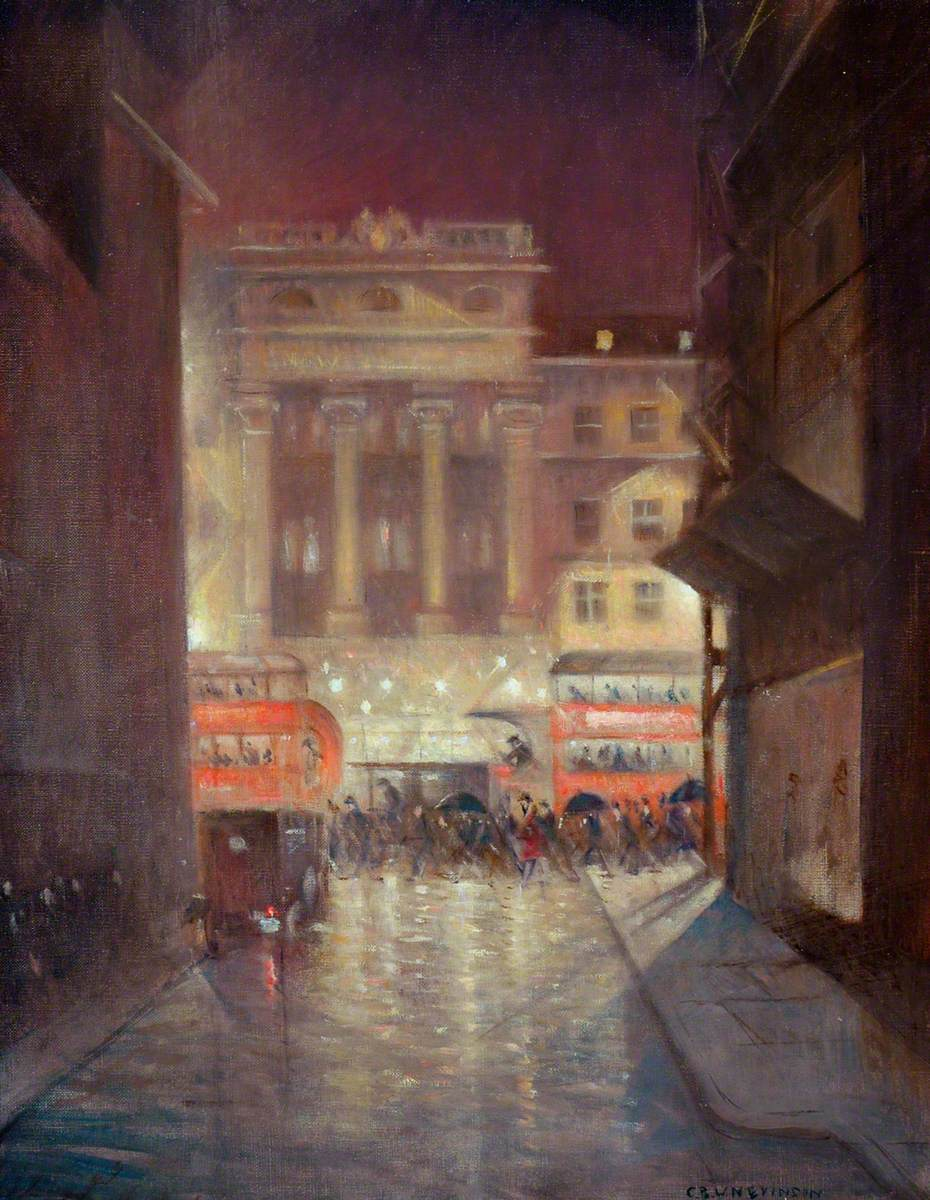
Christopher R. W. Nevinson: Strand v noci, 1937

Strand je ulice vedoucí mezi londýnskými obvody City a Westminster. Ve středověku byla hlavní dopravní tepnou mezi dvěma oddělenými sídly City a Westminsterem, i když lodní doprava po Temži byla v 16. a 17. století velkou konkurencí. V současné době začíná u Trafalgar Square a vede na východ k hranici City, kde přechází do Fleet Street.
Pojmenování Strand znamená v angličtině nábřeží. Před výstavbou nábřeží vedla ulice Strand v blízkosti Temže.
Oblast v okolí ulic Strand a Aldwych byla osídlena již v době anglosaské, kdy vznikla osada v oblasti těsně za původními římskými hradbami. Ve středověku byla tato oblast centrem výstavby a rozvoje mezi komerčním centrem v City a politickým centrem ve Westminsteru.
Dva z kostelů v okolí ulice Strand se nacházejí v oddělených ostrůvcích mimo hlavní dopravní ruch. Jsou to St Clement Danes, vybudovaný asi v 9. století; většina současné stavby však pochází ze 17. století a autorem rekonstrukce byl Christopher Wren; dále kostel St Mary-le-Strand, dokončený roku 1717 (autorem návrhu byl James Gibbs).
V dosahu ulice se nachází stanice metra a železnice Charing Cross a již uzavřená stanice metra Aldwych, která až do roku 1915 nesla podle ulice jméno Strand.
Významné stavby:
- The Adelphi Theatre
- Bush House
- nádraží Charing Cross
- King's College, Londýn
- Northumberland House, zbořen cca 1866
- Královský soudní dvůr
- Savoy Palace, zbořen 1381
- Shell Mex House
- Simpson's-in-the-Strand
- Somerset House
- St Clement Danes
- St Mary-le-Strand
- Strand Palace Hotel